# エヴァニウソン・アパレシド・フェレイラ
エヴァニウソン・アパレシド・フェレイラ（Evanílson Aparecido Ferreira、1975年9月12日 - ）は、ブラジル・ミナスジェライス州ディアマンティーナ出身の同国代表のサッカー選手。

## 経歴
アメリカFCでデビュー。1999年にクルゼイロECを経てボルシア・ドルトムントへ移籍した。左のデデと共に長年両SBのレギュラーを務め2001-02シーズンにブンデスリーガ優勝へ貢献した。しかし、度重なる怪我でパフォーマンスが低下。徐々に出番が少なくなり2004年10月には、シーズン絶望の全治4ヶ月もの靭帯の怪我を負い、翌年4月には退団。その後、国内のクラブを渡り歩いたあと、引退した。

## エピソード
2001年にブラジル代表のストライカーマルシオ・アモローゾ獲得時にACパルマから2500万ユーロを提示された。そこで、ドルトムント側は1750万ユーロとエヴァニウソンを提示し合意。エヴァニウソン自身は2002年6月以降に移籍する予定だった。しかし、エヴァニウソン本人が移籍を拒否したことでパルマからレンタルという形で在籍。2003年に、1500万ユーロでエヴァニウソンをドルトムントがパルマから買い取るということがおきた。